# Dominik Mohyła
Pas d'image ? Cliquez ici

a Compétitions nationales et continentales officielles uniquement.

b Matchs officiels uniquement.
Dernière mise à jour le 3 août 2023.
Dominik Mohyła, né le 7 juin 2002, est un joueur international polonais de rugby à XV évoluant au poste de talonneur.

## Carrière

### En club
Dominik Mohyła est formé au Arka Gdynia (pl), il intègre l'équipe senior en 2020, dans laquelle il joue dix-huit matchs lors de la saison régulière 2020-2021 et neuf matchs lors de la saison 2021-2022 en Ekstraliga, le championnat de Pologne.
Lors de la saison 2022-2023, il a joué sept matchs et son équipe occupe la 8e en Ekstraliga.

### En sélection

#### Moins de 20 ans
Dominik Mohyła commence sa carrière de joueur international le 2 octobre 2021 avec l'équipe de Pologne des moins de 20 ans contre la Tchéquie lors d'un match de qualification pour le championnat d'Europe des moins de 20 ans 2021 à Prague qui est perdu sur le score de 31-20.
Ensuite, il devient capitaine de la Pologne à partir du 3 septembre 2022 lors du match de qualification pour le championnat d'Europe des moins de 20 ans 2022 contre la Tchéquie à Prague. Il est victorieux avec son équipe, ce qui permet de faire revenir la Pologne en première division du championnat d'Europe pour la première fois depuis 2018.
À la suite de cette qualification, en tant que capitaine, il mène son équipe à la sixième place lors de cette édition 2022 à Lisbonne après trois matchs contre le Portugal, l'Allemagne et la Roumanie. Cette sixième place permet aux jeunes Polonais de garder leur place en première division pour l'édition 2023.

#### Senior
Dominik Mohyła commence sa carrière de joueur international senior avec l'équipe de Pologne le 11 février 2023 à la suite de la convocation du sélectionneur gallois Chris Hitt contre le Portugal dans le Stade national de rugby, qui se trouve être autant le stade résident de l'équipe nationale que celui de l'Arka Gdynia (pl).

## Palmarès
| Édition                   | Rang    | Résultats Pologne | Matchs Mohyła |
| ------------------------- | ------- | ----------------- | ------------- |
| Championnat d'Europe 2022 | Sixième | 1 v, 0 n, 2 d     | 3/3           |

| Édition                        | Rang     | Résultats Pologne | Matchs Mohyła |
| ------------------------------ | -------- | ----------------- | ------------- |
| Rugby Europe Championship 2023 | Huitième | 1 v, 0 n, 4 d     | 1/5           |